# 大直社區
大直社區位於台灣台北市中山區基隆河北岸，範圍包括北安路以北、自強隧道以西、雞南山以南，以大直里為主要範圍；社區面積為0.508平方公里，人口約一萬一千人。

## 外部連結
- 大直社區發展協會[永久]